# 东江街道 (桂林市)
东江街道是中华人民共和国广西壮族自治区桂林市七星区下辖的一个街道。

## 行政区划
东江街道下辖以下地区：
花园社区、五通社区、漓江社区、汇通社区、六合社区、社山桥社区、朝阳社区、羊角山社区、辰山社区、桂林电子科技大学社区、桂工建干社区和猫儿山社区。